# (32901) 1994 PB9
1994 PB9 (asteroide 32901) é um asteroide da cintura principal. Possui uma excentricidade de 0.04653860 e uma inclinação de 6.22165º.
Este asteroide foi descoberto no dia 10 de agosto de 1994 por Eric Walter Elst em La Silla.